# Berthold Teusner
Hon. Berthold „Bert“ Herbert Teusner, CMG (* 16. Mai 1907 in Rosedale, South Australia; † 7. August 1992) war ein australischer Politiker der Liberal and Country League (LCL), der unter anderem von 1944 bis 1970 Mitglied sowie zwischen 1956 und 1962 Sprecher des South Australian House of Assembly war.

## Leben
Berthold „Bert“ Herbert Teusner, Sohn von Carl Theodor Teusner und dessen Ehefrau Agnes Sophie Elisabeth Christian Teusner, war nach einem Studium der Rechtswissenschaften und der anwaltlichen Zulassung zwischen 1931 und 1971 als Solicitor tätig. Des Weiteren engagierte er sich in der Kommunalpolitik als langjähriges Mitglied des Rates von Tanunda, dessen Vorsitzender er 18 Jahre lang war, sowie als Friedensrichter (Justice of the Peace).
Bei einer Ergänzungswahl (Supplementary election) am 10. Juni 1944 wurde Teusner für die Liberal and Country League (LCL) im Wahlkreis Angas erstmals zum Mitglied des South Australian House of Assembly gewählt, des Unterhauses des Parlaments von South Australia, nachdem sein Parteifreund und bisherige Wahlkreisinhaber Reginald Rudall bei der Wahl am 29. April 1944 in den South Australian Legislative Council, das Oberhaus des Parlaments, gewechselt war. Er vertrat diesen Wahlkreis bis zu dessen Auflösung am 29. Mai 1970, nachdem er auf eine erneute Kandidatur bei der Wahl am 30. Mai 1970 verzichtet hatte. Während seiner langjährigen Parlamentszugehörigkeit war er zwischen 28. Juni 1950 und dem 16. Juni 1955 Mitglied des Gemeinsamen Ausschusses für nachgeordnete Gesetzgebung (Joint Committee on Subordinate Legislation) sowie von 1954 bis 1955 Parlamentarischer Geschäftsführer (Government Whip) der Fraktion der Regierung von Premier Thomas Playford IV in der Legislativversammlung. Daraufhin war er als Nachfolger von Henry Dunks vom 19. Mai 1955 bis zu seiner Ablösung durch Colin Dunnage am 8. Mai 1956 erstmals Vorsitzender der Ausschüsse (Chairman of Committees) und damit kraft Amtes als Deputy Speaker Stellvertreter des Sprechers der Legislativversammlung, Sir Robert Nicholls.
Nach dem Ausscheiden von Sir Robert Nicholls aus der Legislativversammlung am 2. März 1956 wurde Bert Teusner als dessen Nachfolger nach der Wahl vom 3. März 1956 auf der konstituierenden Sitzung am 9. Mai 1956 selbst als Speaker zum Sprecher des House of Assembly gewählt. Er bekleidete das Amt des Parlamentspräsidenten bis zum 11. April 1962, woraufhin der Parteilose Tom Stott am darauf folgenden 12. April 1962 Sprecher wurde. Er selbst fungierte als Nachfolger von Colin Dunnage zwischen dem 12. April 1962 und seiner Ablösung durch Sam Lawn am 13. Mai 1965 wieder als Chairman of Committees und somit als Stellvertreter von Tom Stott. Am 21. Juni 1962 wurde ihm aufgrund einer mindestens dreijährigen Amtszeit als Sprecher der Legislativversammlung der Höflichkeitstitel The Honourable verliehen. Nach der Wahl vom 2. März 1968 wurde er am 17. April 1968 als Nachfolger von Sam Lawn zum dritten Mal Vorsitzender der Ausschüsse und fungierte damit bis zu seiner neuerlichen Ablösung durch Sam Lawn am 29. Mai 1970 noch einmal als Stellvertreter von Stott, der in dieser Zeit abermals Speaker of the South Australian House of Assembly war. Für seine Verdienste wurde er am 1. Januar 1972 zum Companion des Order of St Michael and St George (CMG) ernannt.
Teusner war seit 1934 mit Viola Hilda Kleeman verheiratet.

## Hintergrundliteratur
- Parliament of South Australia: Statistical Record of the Legislature 1836–2007 (Memento vom 11. März 2019 im Internet Archive) [PDF].
- Robert Martin: Responsible Government in South Australia. Band 2, Wakefield Press, 2009, ISBN 978-1-86254-844-2 (Onlineversion Auszug).